# Vagia (Korinthia)
Koordinaten: 37° 50′ 24″ N, 23° 4′ 21″ O

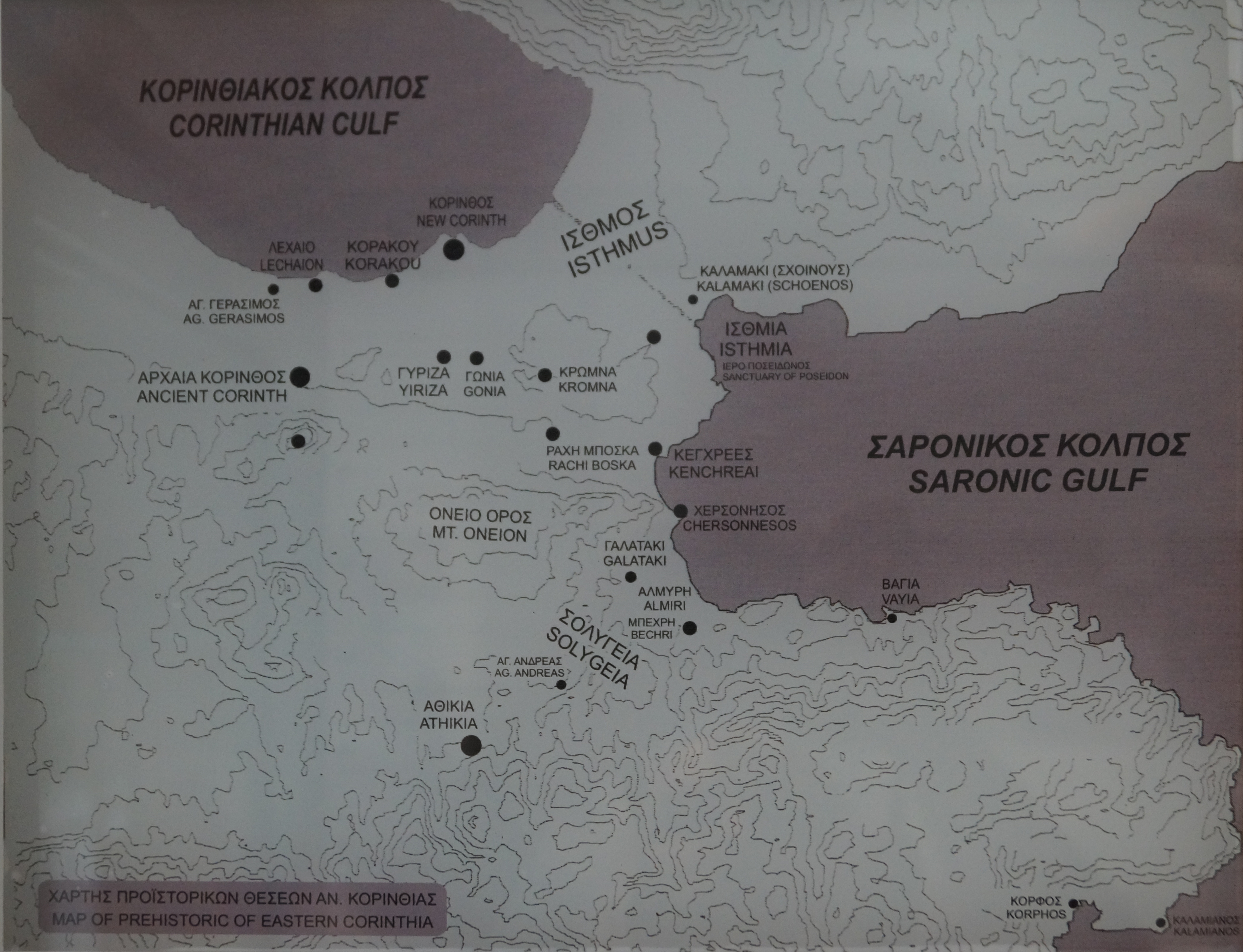
Lage von Vagia

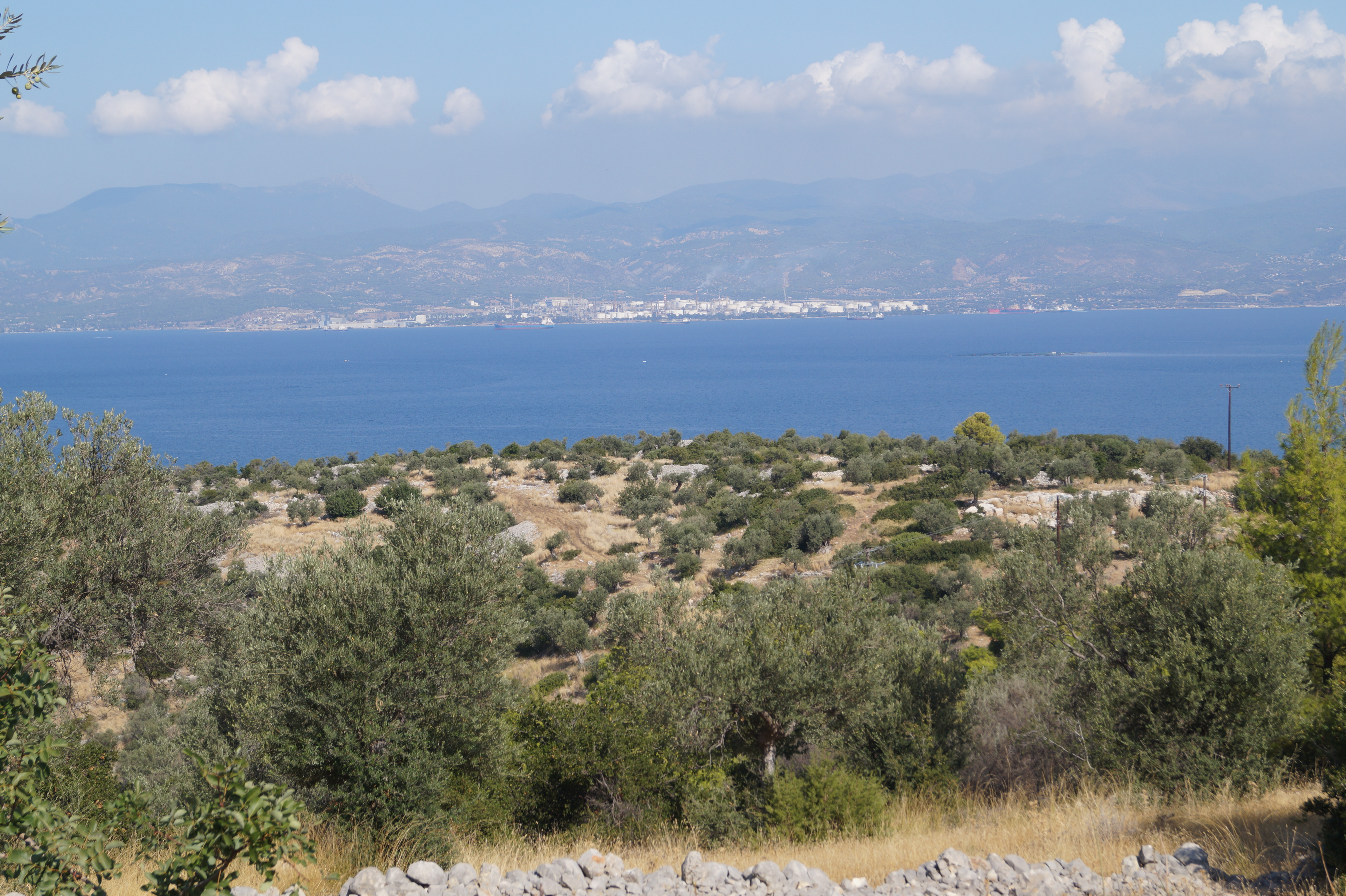
Blick von Süden auf die archäologische Stätte von Vagia

Vagia oder Vayia (griechisch Βάγια (n. pl.)) ist eine archäologische Stätte im Südosten der Korinthia in Griechenland. Sie liegt auf dem höchsten Punkt einer Halbinsel in 80–86 m Höhe. Im Norden, Westen und Osten fällt die Halbinsel steil in den Saronischen Golf ab. Westlich und östlich der Halbinsel befinden sich zwei natürliche Häfen. Der westliche Hafen in der Bucht von Lychnari war der Haupthafen und eignete sich besonders für bronzezeitliche Schiffe. Benannt wurde die Stätte nach der kleinen Siedlung Vagia, die etwa 300 m östlich liegt und nur aus wenigen Häuser besteht.
Die archäologische Stätte wurde in den 1990er Jahren entdeckt und im Jahre 2002 innerhalb des Eastern Korinthia Archaeological Survey (EKAS) näher untersucht und kartographiert. Die ältesten Funde stammten vom Ende des Finalneolithikums oder Anfang des Frühhelladikums (FH I). In dem folgenden FH II erreichte die Siedlung ihre Blüte. Aus dieser Zeit entdeckte man Pithoi, kleinere Vorratsgefäße und Mahlsteine aus Andesit, die vermutlich von Ägina importiert wurden. Auf dem höchsten Punkt entdeckte man einige Steinhügel von etwa 5 m Durchmesser und 3–4 m Höhe aus dieser Zeit. Sie sind zum Teil durch lineare Steinhaufen untereinander verbunden, so dass sie einen Bereich von etwa 1 ha einschließen. Andere Steinhügel liegen isoliert außerhalb dieser befestigten Siedlung. Vermutlich handelt es sich bei den Steinhaufen, die in die Befestigung integriert wurden, um Türme oder Bastionen. Die isolierten waren vielleicht Grabstätten. Ob die Türme ursprünglich rund oder eckig waren, ist nicht bekannt. Nur bei einem isolierten Steinhügel konnte ein ursprünglich polygonaler Grundriss ermittelt werden. Die Steinmauern waren zwischen 0,70 und 2 m dick und 0,50 m hoch. Sie hatten wahrscheinlich einen Aufbau aus Lehmziegeln. Möglicherweise war die Siedlung auch von zwei Mauerringen umgeben. Sie wurde mehrmals zerstört und wieder aufgebaut.
Aus der Zeit von FH III bis Ende zum Ende des Mittelhelladikums fand man keine Spuren. Im Südteil der Stätte fand man Mauerreste aus dem Späthelladikum. Ein Gehöft auf der Halbinsel und Türme und andere Gebäude an der Bucht von Lychnari datieren in die Klassische und Hellenistische Zeit (um 500 v. Chr.–1. Jahrhundert v. Chr.). Weitere Funde und rechteckige, gut gebaute Mauern stammen aus der frühen Neuzeit.

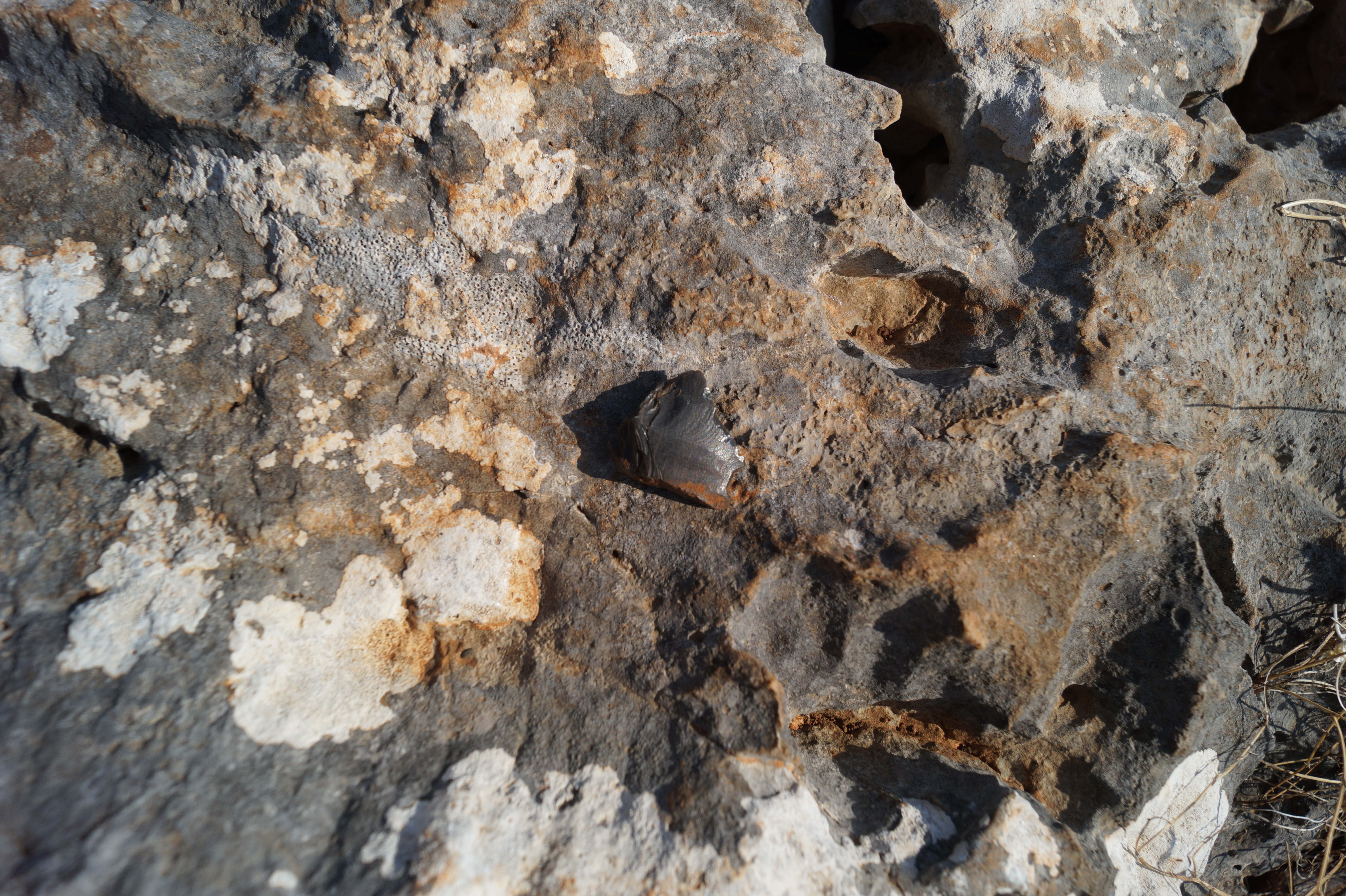
Eine bei Vagia gefundene Obsidianklinge
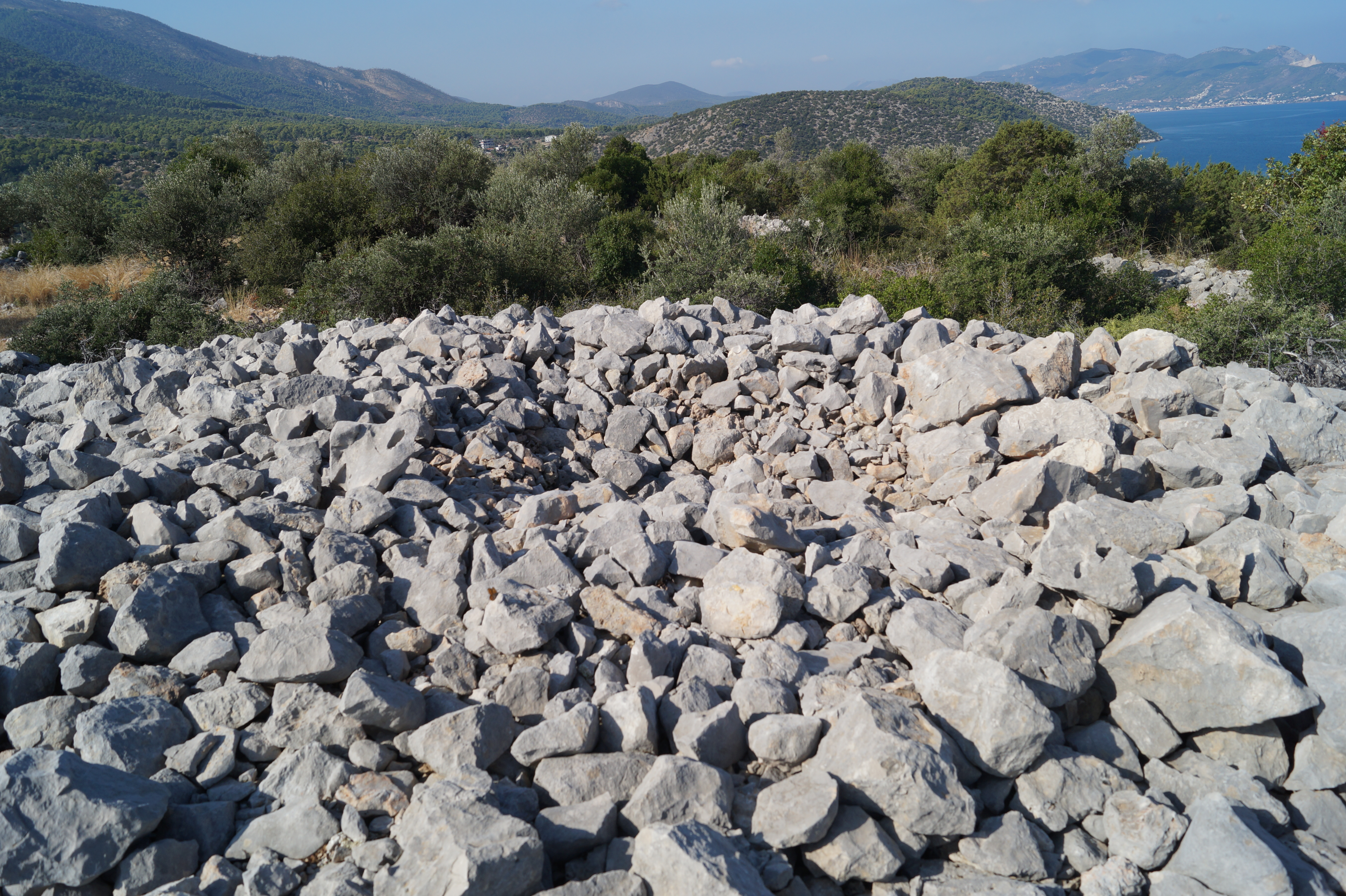
Steinhügel 1 (Cairn) der archäologische Stätte von Vagia
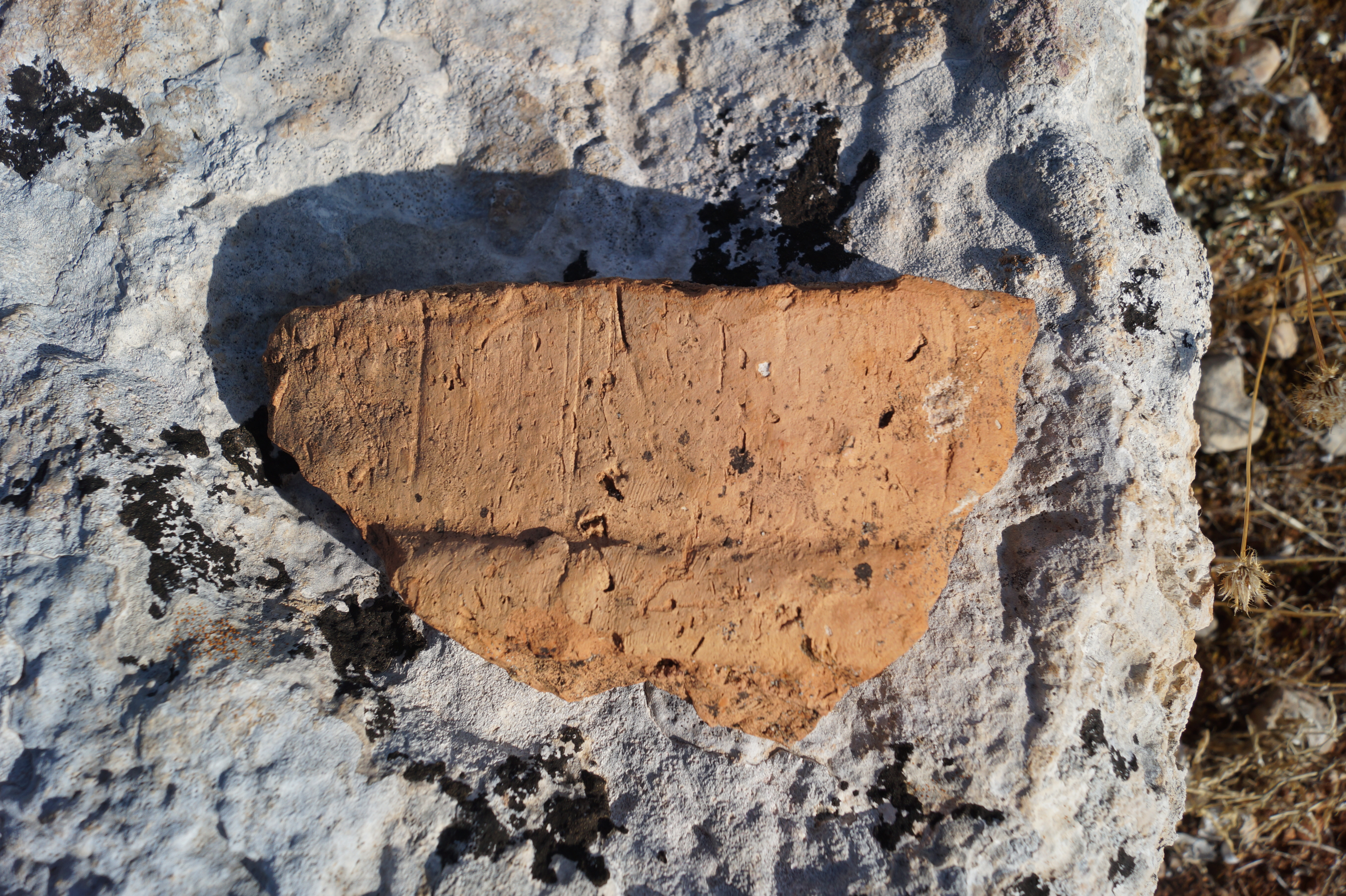
Scherbe eines großen Gefäß aus grobem Ton
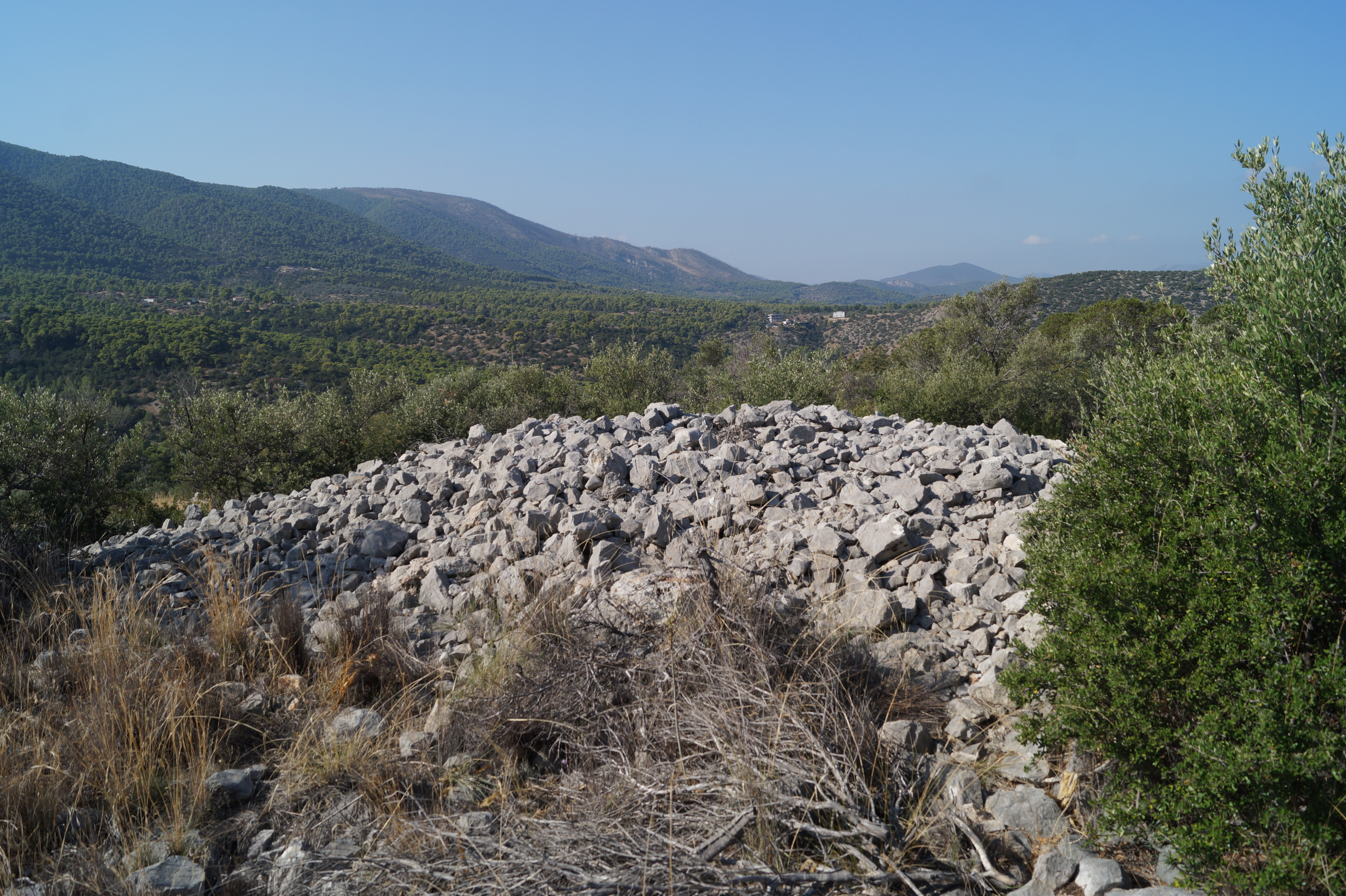
Steinhügel 2 (Cairn) der archäologische Stätte von Vagia